# 第22回全国中等学校ラグビーフットボール大会
第22回全国中等学校ラグビーフットボール大会（だい22かいぜんこくちゅうとうがっこうラグビーフットボールたいかい）は、1940年（昭和15年）1月に兵庫県西宮市の甲子園南運動場で開催された、旧制中学校・実業学校を対象としたラグビー競技大会である。

## 参加チーム
太字はシード校。
- 北海道庁立函館商業学校（北海道・実業学校）（2年ぶり3回目）
- 秋田県立秋田工業学校（秋田県・実業学校）（11年連続11回目）
- 保善商業学校（東京都）（3年連続3回目）
- 同志社中学校（京都府）（3年連続16回目）
- 大阪府立北野中学校（大阪府）（2年連続3回目）
- 兵庫県立第二神戸中学校（兵庫県）（2年ぶり3回目）
- 崇徳中学校（広島県）（6年連続6回目）
- 愛媛県立松山中学校（愛媛県）（2年連続5回目）
- 福岡商業学校（福岡県）（初出場）
- 台北中学校（外地）（初出場）
- 養正中学校[1]（外地）（初出場）
- 撫順中学校[2]（外地）（4年連続4回目）

## 試合結果

### 1回戦
- 台北中0-13 福岡商
- 松山中0-17 北野中
- 神戸二中6-34 撫順中
- 函館商0-23 保善商

### 2回戦
- 福岡商0-17 北野中
- 同志社中0-19 秋田工
- 崇徳中0-18 養正中
- 撫順中 21-5保善中

### 準決勝
- 北野中6-6 秋田工（抽選で秋田工が勝ち抜け）
- 養正中5-11 撫順中

### 決勝
撫順中が2年連続2回目の優勝を果たした。
- 撫順中 11-3秋田工